# Bernard Quilfen
Bernard Quilfen   (Argenteuil, 20 d'abril de 1949 - Saint-Amand-Montrond, 29 de gener de 2022) va ser un ciclista francès, que fou professional entre 1975 i 1981. Durant la seva carrera esportiva destaca una etapa aconseguida al Tour de França de 1977.
Una vegada retirat del ciclisme professional passà a fer tasques de direcció en diversos equips.

## Palmarès
- 1977
  - 1r a Pontoise
  - Vencedor d'una etapa al Tour de França

### Resultats al Tour de França
- 1977. Abandona (17a etapa). Vencedor d'una etapa
- 1978. 58è de la classificació general
- 1980. Abandona (19a etapa)

### Resultats a la Volta a Espanya
- 1978. 46è de la classificació general

### Resultats al Giro d'Itàlia
- 1980. 67è de la classificació general